# تقنية النانو المضادة للميكروبات

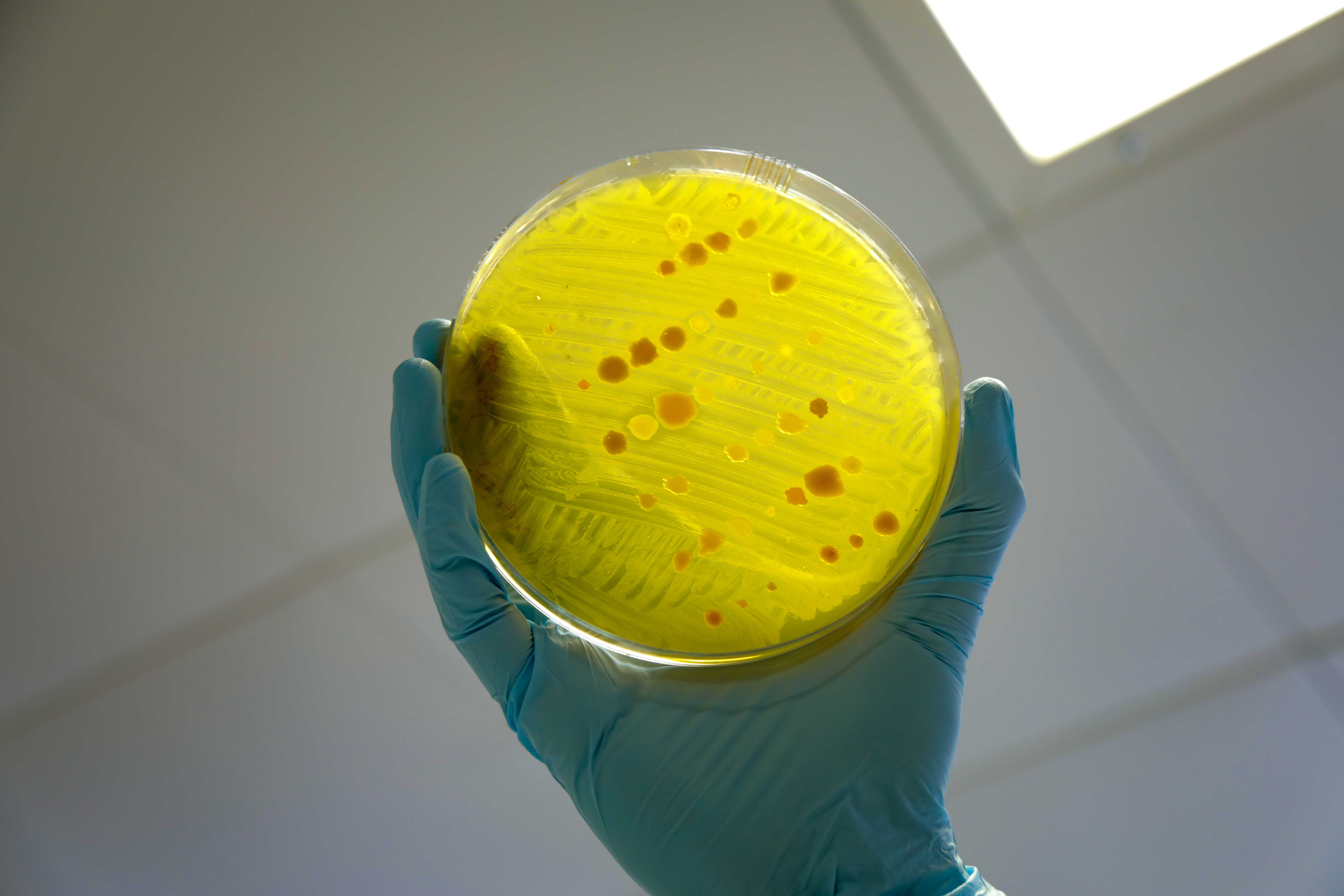
الصورة توضح لوحة مقاومة مضادات الميكروبات.

تقنية النانو المضادة للميكروبات (بالإنجليزية: Antimicrobial nanotechnology)‏ هي دراسة استخدام الأغشية الحيوية الرقيقة لتدمير غشاء خلية الميكروب، وتوصيل شحنة كهربائية إلى الميكروب، والتَسَبُّب في الموت الخَلَوي الفَوري من خلال عملية "القتل الميكانيكي"، ومنع الميكروب الأصلي من التحوّل إلى حشرة خارقة.
تتكون الأغشية الحيوية من سلاسل ذرية طويلة يمكنها اختراق جدار الخلية. هذه الشوكات بحجم شعر الإنسان وهي صغيرة جدًا لِتُصيب الخلايا الكبيرة في الثدييات. هذه السلاسل الذرية لديها شحنة موجبة كبيرة التي تجذب البكتيريا سالبة الشحنة. وقد تم إنشاء فئة جديدة من مضادات الميكروبات من خلال تطبيق تقنية النانو على التحدي المتمثل في الكائنات الخارقة والكائنات المتعددة المقاومة للأدوية.

## بيان المشكلة
وِفقًا لتقرير نُشر في أرشيف الطب الباطني في 22 شباط/فبراير 2010، فإن الإصابات المرتبطة بالرعاية الصحية تؤثر على 1.7 مليون حالة دخول إلى المستشفيات سنويًا.
عدوى المستشفيات الأكثر انتشارًا، يمكن أن تعيش أو تبقى على الأسطح لعدة أشهر، مما يشكل خطر انتقال مستمر.
وعلى السطوح الجافة، يمكن لمعظم البكتيريا موجبة الجرام أن تبقى لشهور، وتشمل المكوّرات المعوية (بما في ذلك المكوّرات المعوية المُقاوِمة لِمُضاد الفانكوميسين)، والمكوّرات العنقودية الذهبية (بما في ذلك المكوّرات العنقودية الذهبية المُقاوِمة لِمُضاد الميثيسيلين)، والمكورات السبحية القيحية. تم استزراع المكوّرات المعوية المقاومة لِمُضاد الفانكوميسين من الأشياء التي يتم لمسها بشكل متكرر، وَوُجِدَ أنها تعيش على الأسطح لأكثر من ثلاثة أيام. فقد تبيَّن أنَّ الاقمشة القطنية الجافة تدعم المُكوّرات المَعوية المقاومة للفانكوميسين لمدة تصل إلى 18 ساعة والفطريات مدة تزيد على خمسة أيام.
تُعَدُّ مضادات الميكروبات في مجال تقنية النانو واعدة؛ لأنها تحد من انتشار البكتيريا عن طريق خفض عدد عوامل العدوى في نقاط التماسّ المتكررة (مقابض الأبواب، القضبان، الطاولات، إلخ). وقد تمت المُصادَقة على هذه العلاجات الجديدة من قبل وكالة حماية البيئة ويجري النظر في استخدامها في المستشفيات والأماكن الأخرى التي تنتشر فيها الأمراض المكتسبة من المجتمع المحلي بسرعة، مثل سفن الرحلات السياحية والسجون. التدابير البيئية والاستخدام الكافي للمضادات الحيوية هي الخطوات الأولى لمنع ظهور الجراثيم الخارقة. وفقًا للدراسات، حتى لو لم يكن المريض بحاجة إلى مضاد حيوي، فمن الأرجح أن يصف الطبيب مضادًا حيويًا إذا اعتقد أن المريض يحتاج إليه.

## السلامة والتأثيرات على البيئة
تُعَدُّ تقنية النانو المضادة للميكروبات حَلَّاً صديقًا للبيئة؛ لأنها تعتمد على الماء ولا تحتوي على معادن ثقيلة أو زرنيخ أو قصدير أو فينولات متعددة الكلور. طبقاً للاختبارات، فإن الملابس المُعالجة بتقنية النانو المضادة للميكروبات سوف تتحلل في مَدفَن النفايات في غضون 5 سنوات إلى ثنائي أكسيد الكربون، وأكسيد النيتروس، وثنائي أكسيد السيليكون.

## استخدام مضادات الميكروبات بتقنية النانو
يجري تطوير الأغشية الحيوية كمنتجات استهلاكية يمكن رَشُّها أو مَسحُها على الأسطح المسامية وغير المسامية. يمكن أن تستمر مقاومة الميكروبات لِسَطِح مُعالَج بتقنية النانو المضادة للميكروبات لمدة تصل إلى 90 يومًا، أو عُمُر للمنتج الافتراضي، إذا تمت حمايته أثناء عملية الإنتاج. على الصعيد الوقائي، يقوم باحثون أوروبيون بتطوير منسوجات مُعزَّزة بتقنية النانو المُقاوِمَة للجرثومة المقاومة للميثيسيلين التي استخدامها في أردِيَة المستشفى، والستائر، والفراش، وأغطية الوسائد.